# Route nationale 354
Die Route nationale 354, kurz N 354 oder RN 354, war eine französische Nationalstraße.
Die Straße wurde 1933 das erste Mal festgelegt und verlief in drei Teilen von Carvin nach Quiévrechain. 1973 wurde die ganze Straße zu Départementstraßen herabgestuft. 1987 wurde die Nummer zwischen Lomme und Bondues erneut vergeben, da die dort verlaufende Nationalstraße 352 auf eine parallel erstellte Schnellstraße verlegt wurde. Diese Straße wurde 2006 zur Départementsstraße 654 abgestuft.